# Caspar Hedio

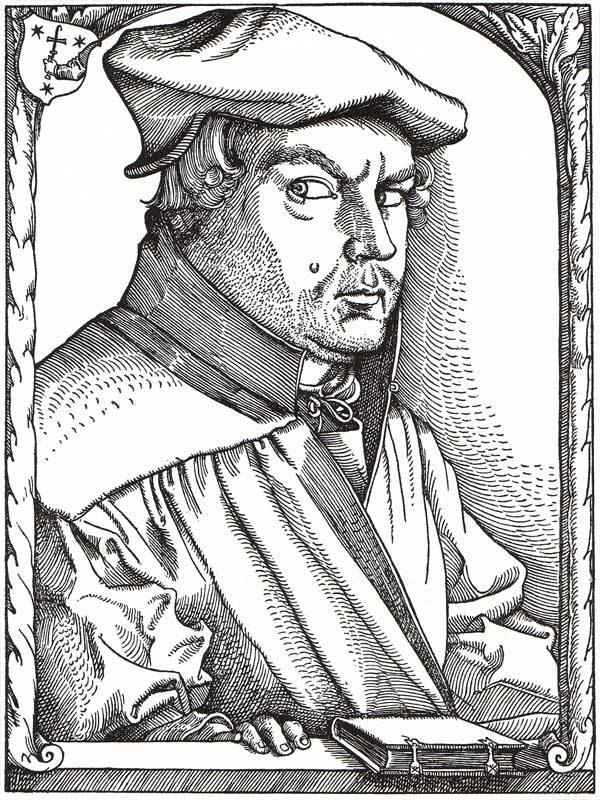
Caspar Hedio, en un retrato en xilografía diseñado por Hans Baldung Grien (1543).

Caspar Hedio o Kaspar Hedio, Kaspar Heyd, Kaspar Bock o Kaspar Böckel (Ettlingen, 1494 - Estrasburgo, 17 de octubre de 1552) fue un historiador alemán, teólogo y reformador protestante.
Nacido en una familia pudiente, asistió a una escuela famosa en Pforzheim. Empezó a estudiar en 1513 en Friburgo, luego estudió teología en Basilea, donde recibió la licenciatura en 1519. En esta época comenzó a relacionarse con Ulrico Zuinglio y también se carteó con Martín Lutero. El doctorado lo hizo en Maguncia y en 1523 obtuvo un cargo de predicador en la Catedral de Estrasburgo. Sus convicciones protestantes las manifestó claramente al casarse con Margarete Trenz.
En Estrasburgo actuó desde el principio junto con Wolfgang Capito y Martín Bucero y participó asimismo en la Disputa de Marburgo. Su influencia se extendió por Alsacia, el margraviato de Baden y el Palatinado. Cuando Felipe Melanchthon vino a Francia, Hedio fue encargado de acompañarle. Como representante de Estrasburgo acudió a la disputa religiosa de Worms, en 1541 se trasladó a Ratisbona y Colonia para preparar la Reforma junto con Bucero.
Hedio tradujo numerosos tratados de los Padres de la Iglesia, publicó una crónica de la primitiva iglesia cristiana según Eusebio de Cesarea y Sozomeno y recopiló también una crónica mundial.